# Peça da coroação

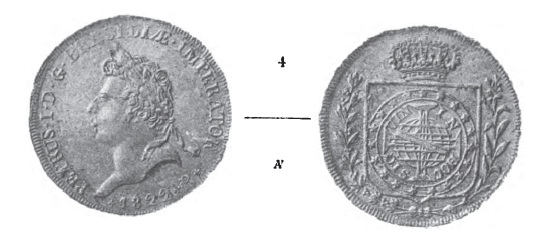
Peça da Coroação pertencente ao numismata Julius Meili em 1890.

A Peça da Coroação foi a primeira moeda do Brasil independente. Quando da coroação de D. Pedro I, em 1º de dezembro de 1822, foram cunhadas moedas destinadas ao óbulo que tradicionalmente os reis portugueses davam à Igreja no dia de sua coroação. Cunhada em ouro, no valor de 6400 réis, é considerada atualmente a moeda mais rara da numismática brasileira, com aproximadamente 16 exemplares conhecidos.
Pelo seu valor histórico, é hoje a moeda mais preciosa da numária brasileira, valendo em torno de 200 mil dólares americanos o exemplar. O Museu de Valores do Banco Central do Brasil possui dois exemplares da Peça da Coroação, uma delas exposta na sede do Museu, em Brasília. Outro exemplar está exposto no Museu Histórico Nacional e mais um no Centro Cultural do Banco do Brasil, ambos no Rio de Janeiro.

## História

Independência ou Morte!, do pintor paraibano Pedro Américo (óleo sobre tela, 1888).

Para festejar sua coroação, no ano de 1822, o imperador brasileiro D. Pedro I autorizou a cunhagem da moeda, assinada pelo gravador Zeferino Ferrez e fabricada pela Casa da Moeda do Rio de Janeiro. Todavia, o imperador suspendeu a cunhagem, pois detestou o projeto da moeda: a efígie, com o busto nu e com coroa de louros na cabeça, à moda dos imperadores romanos; a omissão das legendas CONSTITUCIONALIS (constitucional) e do complemento ET PERPETUUS BRASILIAE DEFENSOR (e perpétuo defensor do Brasil), o que poderia pressupor um desejo de poder absolutista. Além de que D. Pedro I preferia sua imagem nas moedas com uniforme militar e com o peito com medalhas.
Por esses erros de projeto, os únicos sessenta e quatro exemplares fabricados foram tirados de circulação.

## Anverso

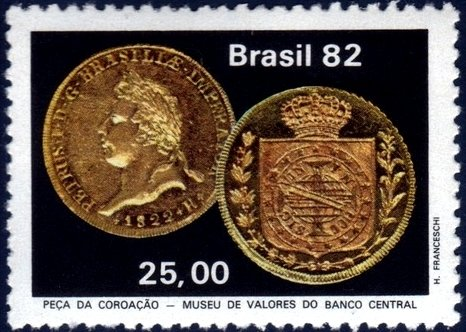
Em selo postal de 1982.

Efígie do Imperador D. Pedro I, de perfil à esquerda, laureada e de busto nu. Data do ano (1822) mais a letra R (indica que foi cunhada na Casa da Moeda do Rio de Janeiro). Inscrição na orla "PETRUS.I.D.G. BRASILIAE.IMPERATOR" (Pedro Primeiro pela Graça de Deus Imperador do Brasil). Na parte inferior do busto imperial foi colocada em baixo relevo a inscrição Z.Ferrez (gravador e abridor de cunhos da Casa da Moeda do Rio de Janeiro).

## Reverso

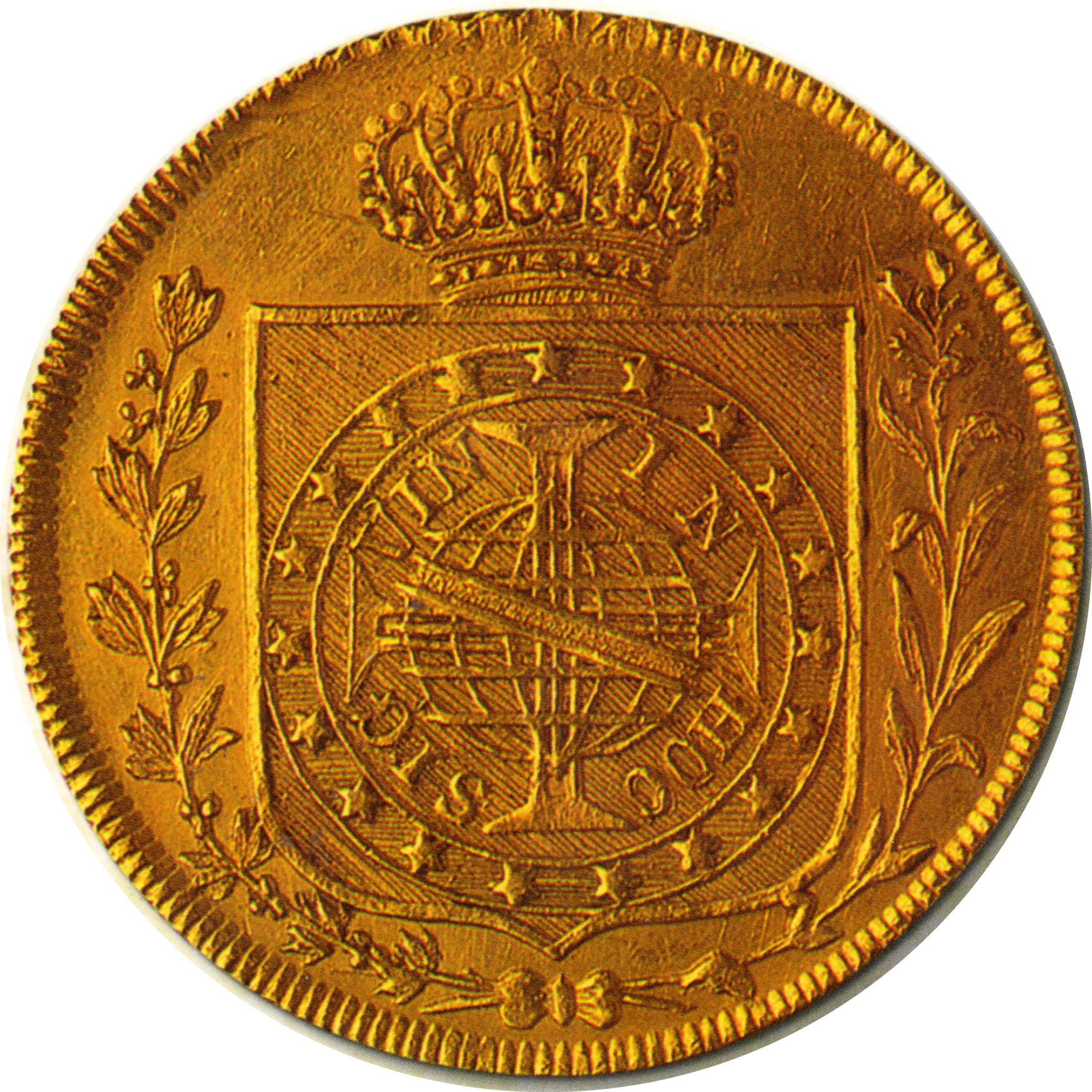
Reverso do Museu de Valores do Banco Central.

Escudo das armas imperiais brasileiras, com a coroa real portuguesa. Inscrição de forma abreviada "IN HOC SIG(NO) VIN(CES)" (Com este sinal vencerás). O escudo esta entre dois ramos, o da esquerda de café e o da direita de tabaco. A união dos dois ramos é feito pelo Laço Nacional.

## Especificações
| Categoria | Especificação                   |
| --------- | ------------------------------- |
| Valor     | 6.400 réis                      |
| Metal     | Ouro 22 quilates                |
| Peso      | 14,34 gramas                    |
| Emissão   | 64 exemplares (17 conhecidos)   |
| Gravação  | Zeferino Ferrez                 |
| Cunhagem  | Casa da Moeda do Rio de Janeiro |

## Exposições Públicas
| País     | Cidade         | Local                              |
| -------- | -------------- | ---------------------------------- |
| Brasil   | Brasília       | Museu de Valores do Banco Central  |
| Brasil   | São Paulo      | Museu Numismático Herculano Pires  |
| Brasil   | Rio de Janeiro | Museu Histórico Nacional           |
| Brasil   | Rio de Janeiro | Centro Cultural do Banco do Brasil |
| Portugal | Lisboa         | Museu Numismático Português        |

## Leilões
| Ano  | Leiloeira | Valor          | EC  |
| ---- | --------- | -------------- | --- |
| 1986 | Spink     | US$ 87.000,00  | SOB |
| 1997 | Spink     | US$ 82.500,00  | MBC |
| 2005 | Spink     | US$ 69.000,00  | MBC |
| 2012 | Heritage  | US$ 138.000,00 | MBC |
| 2014 | Heritage  | US$ 499.375,00 | SOB |